# Gl-117
El Gl-117 és un simulador de vol de codi obert que funciona a Windows, Linux i Mac. Està llicenciat sota la segona versió de la Llicència Pública General de GNU o qualsevol versió posterior.
Representa què has de completar missions a diferents terrenys com muntanyes, canyons, i deserts. El joc té efectes de so, un generador de terreny, efectes de llum i música. S'hi pot jugar amb un sol jugador però també es poden fer partides multijugador.
El Gl-117 està programat en C++.
Per introduir comandes al Gl-117 es poden utilitzar el ratolí, el teclat i la palanca de control. Les opcions anteriors es poden configurar al menú de les opcions.